# Bartholomäus Kalb

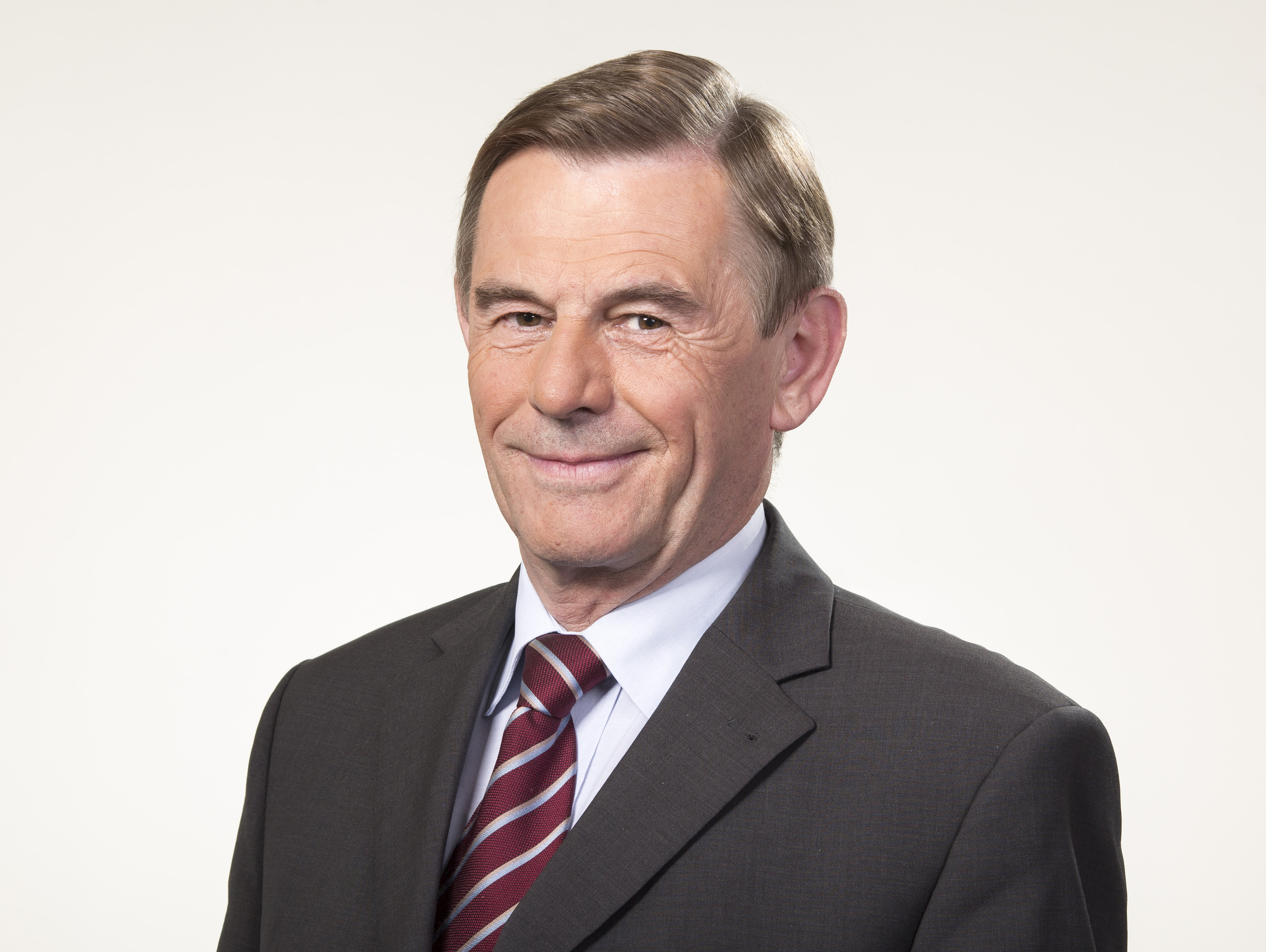
Bartholomäus Kalb (2012)

Bartholomäus Kalb, auch Barthl oder Bartl Kalb genannt, (* 13. August 1949 in Mamming) ist ein deutscher Politiker (CSU). Vom 18. Februar 1987 bis zum 24. September 2017 war er Mitglied des Deutschen Bundestages. 

## Politische Karriere
Kalb gehört seit 1972 dem Gemeinderat von Künzing an. In dieser Zeit bekleidete er von 1978 bis 2002 das Amt des Zweiten Bürgermeisters der Gemeinde. Von 1978 bis 1986 war er Mitglied des Bayerischen Landtages. Seit dem 18. Februar 1987 war er Mitglied des Deutschen Bundestages. Er wurde für die Christlich-Soziale Union in Bayern über ein Direktmandat des Wahlkreises 228 in Bayern gewählt. Bartholomäus Kalb war Mitglied des Haushaltsausschusses des Deutschen Bundestages, Mitglied des Rechnungsprüfungsausschusses (Unterausschuss des Haushaltsausschusses), stellvertretendes Mitglied des Finanzausschusses sowie Mitglied des Bundesfinanzierungsgremiums. Bei der Bundestagswahl 2017 bewarb sich Kalb nicht erneut für ein Mandat.

## Familie
Bartholomäus Kalb ist katholisch, verheiratet und Vater zweier Kinder.

## Auszeichnungen
- 1998: Bundesverdienstkreuz am Bande
- 2014: Bayerische Verfassungsmedaille in Silber